# Panamerikanische Spiele 2023/Radsport
Die Radsportwettbewerbe bei den Panamerikanischen Spielen 2023 in Santiago de Chile wurden zwischen dem 21. Oktober und dem 5. November 2023 ausgetragen.
Insgesamt standen elf verschiedene Wettbewerbe im BMX Racing, BMX-Freestyle, Mountainbike, Straßenradsport und Bahnradsport jeweils für Frauen und Männer auf dem Programm. Sie werden an fünf verschiedenen Sportstätten durchgeführt. Es hatten sich 250 Sportlerinnen und Sportler für die Spiele qualifiziert.

## Resultate

### Bahnradsport
- Legende:
- „G“ = Zeit aus dem Finale um Gold; „B“ = Zeit aus dem Finale um Bronze
- Fahrerinnen und Fahrer, deren Name kursiv geschrieben sind, bestritten bei Mannschaftswettbewerben lediglich die Qualifikation oder die erste Runde.

#### Sprint
| Platz | Sportler        | Land | Zeit (s)              |
| ----- | --------------- | ---- | --------------------- |
|       | Nicholas Paul   | TTO  | 9,978 (1) 10,205 (2)  |
|       | Jaïr Tjon En Fa | SUR  |                       |
|       | Kevin Quintero  | COL  | 10,161 (1) 10,109 (2) |

| Platz | Sportlerin      | Land | Zeit (s)              |
| ----- | --------------- | ---- | --------------------- |
|       | Martha Bayona   | COL  | 11,088 (1) 11,154 (2) |
|       | Yuli Verdugo    | MEX  | REL (1)               |
|       | Mandy Marquardt | USA  | 11,746 (1) 12,155 (2) |

#### Keirin
| Platz | Sportler               | Land |
| ----- | ---------------------- | ---- |
|       | Kevin Quintero         | COL  |
|       | Nicholas Paul          | TTO  |
|       | Juan Carlos Ruiz Terán | MEX  |

| Platz | Sportlerin      | Land |
| ----- | --------------- | ---- |
|       | Martha Bayona   | COL  |
|       | Daniela Gaxiola | MEX  |
|       | Dahlia Palmer   | JAM  |

#### Teamsprint
| Platz | Sportler                                           | Land | Zeit (s) |
| ----- | -------------------------------------------------- | ---- | -------- |
|       | Tyler Rorke Nick Wammes James Hedgcock             | CAN  | 43,396 G |
|       | Carlos Echeverri Rubén Murillo Kevin Quintero      | COL  | 43,421 G |
|       | Jofet Lopez Gonzaga Juan Carlos Ruiz Edgar Verdugo | MEX  |          |

| Platz | Sportlerin                                   | Land | Zeit (s) |
| ----- | -------------------------------------------- | ---- | -------- |
|       | Jessica Salazar Daniela Gaxiola Yuli Verdugo | MEX  | 47,134 G |
|       | Keely Ainslie Kayla Hankins Mandy Marquardt  | USA  | 48,001 G |
|       | Emy Savard Sarah Orban Jacklynn Boyle        | CAN  | 48,498 B |

#### Mannschaftsverfolgung
| Platz | Sportler                                                                  | Land | Zeit (min) |
| ----- | ------------------------------------------------------------------------- | ---- | ---------- |
|       | Carson Mattern Chris Ernst Michael Foley Sean Richardson Campbell Parrish | CAN  | 3:53,593 G |
|       | Brayan Sánchez Jordan Parra Juan Esteban Arango Nelson Soto               | COL  | 4:02,310 G |
|       | Brendan Rhim Colby Lange David Domonoske Grant Koontz Anders Johnson      | USA  | 3:59,993 B |

| Platz | Sportlerin                                                    | Land | Zeit (min) |
| ----- | ------------------------------------------------------------- | ---- | ---------- |
|       | Devaney Collier Fiona Majendie Kiara Lykyk Ruby West          | CAN  |            |
|       | Lizbeth Salazar María Gaxiola Victoria Velasco Yareli Acevedo | MEX  |            |
|       | Andrea Alzate Juliana Londoño Lina Rojas Lina Hernández       | COL  |            |

#### Omnium
| Platz | Sportler        | Land | Punkte |
| ----- | --------------- | ---- | ------ |
|       | Hugo Ruiz Calle | PER  | 125    |
|       | Ricardo Peña    | MEX  | 124    |
|       | Jacob Decar     | CHI  | 121    |

| Platz | Sportlerin             | Land | Punkte |
| ----- | ---------------------- | ---- | ------ |
|       | Yareli Acevedo         | MEX  | 128    |
|       | Lina Marcela Hernández | COL  | 121    |
|       | Catalina Soto          | CHI  | 120    |

#### Madison (Zweier-Mannschaftsfahren)
| Platz | Sportler                         | Land | Punkte |
| ----- | -------------------------------- | ---- | ------ |
|       | Fernando Nava Ricardo Peña       | MEX  | 90     |
|       | Jordan Parra Juan Esteban Arango | COL  | 46     |
|       | Colby Lange Grant Koontz         | USA  | 43     |

| Platz | Sportlerin                                     | Land | Punkte |
| ----- | ---------------------------------------------- | ---- | ------ |
|       | Lina Mabel Rojas Zapata Lina Marcela Hernandez | COL  | 46     |
|       | Lizbeth Salazar Antonieta Gaxiola              | MEX  | 42     |
|       | Chloe Patrick Colleen Gullick                  | USA  | 30     |

### Straßenradsport

#### Einzelzeitfahren
| Platz | Sportler        | Land | Zeit (min.) |
| ----- | --------------- | ---- | ----------- |
|       | Walter Vargas   | COL  | 47:02,72    |
|       | Richard Carapaz | ECU  | + 33,30     |
|       | Conor White     | BER  | + 1:11,24   |

| Platz | Sportlerin       | Land | Zeit (min) |
| ----- | ---------------- | ---- | ---------- |
|       | Kristen Faulkner | USA  | 25:45,38   |
|       | Arlenis Sierra   | CUB  | + 21,73    |
|       | Aranza Villalón  | CHI  | + 21,90    |

#### Straßenrennen
| Platz | Sportler          | Land | Zeit (h) |
| ----- | ----------------- | ---- | -------- |
|       | Jhonatan Narváez  | ECU  | 3:37:56  |
|       | Eduardo Sepúlveda | ARG  | + 0:01   |
|       | Eric Fagúndez     | URU  | + 0:01   |

| Platz | Sportlerin           | Land | Zeit      |
| ----- | -------------------- | ---- | --------- |
|       | Lauren Stephens      | USA  | 2:21:05 h |
|       | Miryam Nuñez         | ECU  | + 1:24    |
|       | Agua Marina Espínola | PAR  | + 1:24    |

### BMX-Rennen

#### Einzel
| Platz | Sportler       | Land | Zeit (s) |
| ----- | -------------- | ---- | -------- |
|       | Kamren Larsen  | USA  | 31,810   |
|       | Cameron Wood   | USA  | + 0,050  |
|       | Carlos Ramírez | COL  | + 0,590  |

| Platz | Sportlerin     | Land | Zeit (s) |
| ----- | -------------- | ---- | -------- |
|       | Mariana Pajón  | COL  | 34,400   |
|       | Molly Simpson  | CAN  | + 1,600  |
|       | Gabriela Bolle | COL  | + 1,900  |

### Freestyle

#### Park
| Platz | Sportler        | Land | Punkte |
| ----- | --------------- | ---- | ------ |
|       | José Torres     | ARG  | 86,00  |
|       | José Cedano     | CHI  | 85,67  |
|       | Gustavo Batista | BRA  | 83,67  |

| Platz | Sportlerin     | Land | Punkte |
| ----- | -------------- | ---- | ------ |
|       | Hannah Roberts | USA  | 81,67  |
|       | Macarena Pérez | CHI  | 72,33  |
|       | Katherine Díaz | VEN  | 69,00  |

### Mountainbike

#### Cross-Country (olympisch)
| Platz | Sportler                        | Land | Zeit       |
| ----- | ------------------------------- | ---- | ---------- |
|       | Gunnar Holmgren                 | CAN  | 1:17:59 h  |
|       | Martín Vidaurre                 | CHI  | + 0:53 min |
|       | José Gabriel Marques De Almeida | BRA  | + 2:14 min |

| Platz | Sportlerin                       | Land | Zeit       |
| ----- | -------------------------------- | ---- | ---------- |
|       | Jennifer Jackson                 | CAN  | 1:20:35 h  |
|       | Catalina Marìa Vidaurre Kossmann | CHI  | + 2:45 min |
|       | Raiza Goulão                     | BRA  | + 4:22 min |

## Medaillenspiegel
| Platz | Land                | Gold | Silber | Bronze | Gesamt |
| ----- | ------------------- | ---- | ------ | ------ | ------ |
| 1     | Kolumbien           | 6    | 4      | 4      | 14     |
| 2     | Kanada              | 5    | 1      | 1      | 7      |
| 3     | Vereinigte Staaten  | 4    | 2      | 4      | 10     |
| 4     | Mexiko              | 3    | 5      | 2      | 10     |
| 5     | Ecuador             | 1    | 2      | 0      | 3      |
| 6     | Argentinien         | 1    | 1      | 0      | 2      |
| 6     | Trinidad und Tobago | 1    | 1      | 0      | 2      |
| 8     | Peru                | 1    | 0      | 0      | 1      |
| 9     | Chile               | 0    | 4      | 3      | 7      |
| 10    | Kuba                | 0    | 1      | 0      | 1      |
| 10    | Suriname            | 0    | 1      | 0      | 1      |
| 12    | Brasilien           | 0    | 0      | 3      | 3      |
| 13    | Bermuda             | 0    | 0      | 1      | 1      |
| 13    | Jamaika             | 0    | 0      | 1      | 1      |
| 13    | Paraguay            | 0    | 0      | 1      | 1      |
| 13    | Uruguay             | 0    | 0      | 1      | 1      |
| 13    | Venezuela           | 0    | 0      | 1      | 1      |
| Total | Total               | 22   | 22     | 22     | 66     |